# Brigitte van den Berg

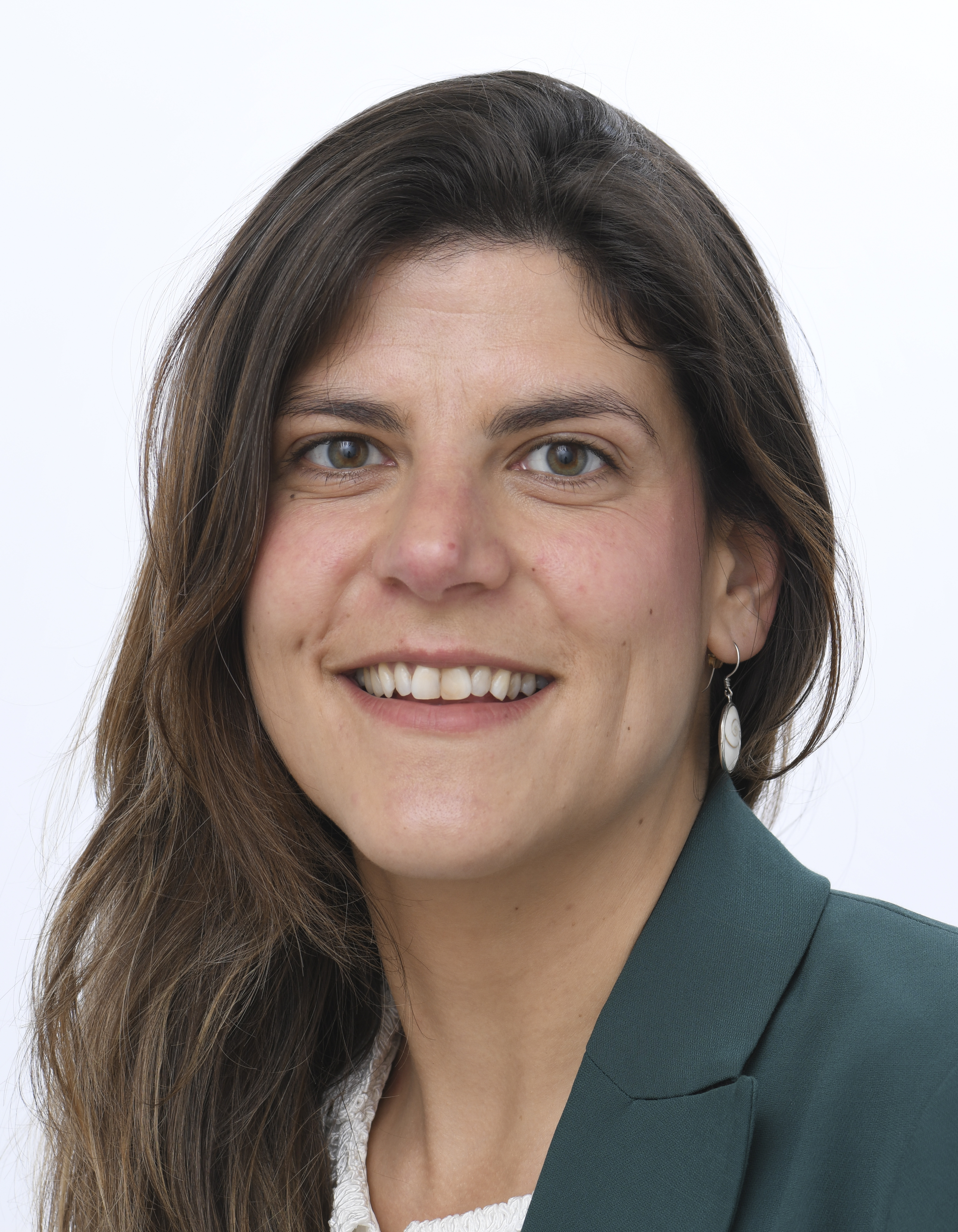
Brigitte van den Berg (2024)

Brigitte van den Berg (geboren am 22. März 1989 in Heemskerk) ist eine niederländische Politikerin der Democraten 66, die seit 2024 Mitglied des Europäischen Parlaments ist.

## Ausbildung und Karriere
Van den Berg war Mitglied des Modell Europa-Parlament und nahm 2006 und 2007 an dessen internationalen Konferenzen teil. Im Alter von 19 Jahren beobachtete sie eine Gemeinderatssitzung zur Vorbereitung einer politischen Farce im Rahmen des Festivals für junge Kunst und interessierte sich für die Debatten. Sie trat den Demokraten 66 wegen ihrer pro-europäischen Haltung bei und wurde 2010 Fraktionsvorsitzende in Beverwijk. Nach den Kommunalwahlen 2018 wurde sie Schöffin im Gemeindevorstand von Beverwijk.
Van den Berg war die dritte Kandidatin der D66 bei den Wahlen zum Europäischen Parlament im Juni 2024, bei denen die Partei drei Sitze errang. Sie wurde gewählt, und ihre Amtszeit begann am 16. Juli 2024.